# Victoria Horne
Victoria Horne, née le 1er novembre 1911 à New York, et morte le 10 octobre 2003 à Beverly Hills en Californie, était une actrice américaine.

## Filmographie partielle
- 1945 : L'esprit fait du swing (That's the Spirit) de Charles Lamont
- 1945 : Pillow to Post de Vincent Sherman
- 1945 : Roughly Speaking de Michael Curtiz
- 1946 : À chacun son destin
- 1946 : La Mélodie du bonheur
- 1947 : Ma femme, la capitaine (Suddenly, It's Spring) de Mitchell Leisen
- 1947 : L'Aventure de madame Muir
- 1949 : Deux Nigauds chez les tueurs
- 1950 : Harvey
- 1950 : Le Marchand de bonne humeur (The Good Humor Man) de Lloyd Bacon
- 1951 : La Voleuse d'amour (The Company She Keeps) de John Cromwell
- 1953 : Commérages (Affair with a Stranger) de Roy Rowland